# U.S. Men's Clay Court Championships
El torneig de Houston, oficialment conegut com a U.S. Men's Clay Court Championships, és una competició tennística professional que es disputa anualment sobre terra batuda al River Oaks Country Club de Houston, Texas, Estats Units. Pertany a les sèries 250 del circuit ATP masculí. És l'últim dels torneigs dels Estats Units que formen part del circuit de l'ATP que es juga sobre terra batuda.

## Història
El torneig es va crear l'any 1910 quan la Western Lawn Tennis Association (secció de la United States Lawn Tennis Association) per establir una campionat tennístic sobre terra batuda diferent al National Clay Court Championship. La primera edició es va celebrar a l'Omaha Field Club amb gran èxit i el 1914 es va traslladar al Cincinnati Tennis Club. Durant la seva història, s'ha traslladat a moltes altres ciutats dels Estats Units fins a l'actual Houston, com Indianapolis (1969-87), Charleston (1988-89), Kiawah Island (1990), Charlotte (1991-93), Birmingham (1994), Pinehurst (1995-96), Orlando (1997-2000). L'any 2001 es va desplaçar a Houston, primer al Westside Tennis Club i posteriorment al River Oaks Country Club.

## Palmarès

### Individual masculí
| Localització  | Any  | Campió                                            | Finalista                                         | Resultat                                          |
| ------------- | ---- | ------------------------------------------------- | ------------------------------------------------- | ------------------------------------------------- |
| Houston       | 2025 | Jenson Brooksby                                   | Frances Tiafoe                                    | 6−4, 6−2                                          |
| Houston       | 2024 | Ben Shelton                                       | Frances Tiafoe                                    | 7−5, 4−6, 6−3                                     |
| Houston       | 2023 | Frances Tiafoe                                    | Tomás Martín Etcheverry                           | 7−6(1), 7−6(6)                                    |
| Houston       | 2022 | Reilly Opelka                                     | John Isner                                        | 6−3, 7−6(7)                                       |
| Houston       | 2021 | Torneig suspès a causa de la pandèmia de COVID-19 | Torneig suspès a causa de la pandèmia de COVID-19 | Torneig suspès a causa de la pandèmia de COVID-19 |
| Houston       | 2020 | Torneig suspès a causa de la pandèmia de COVID-19 | Torneig suspès a causa de la pandèmia de COVID-19 | Torneig suspès a causa de la pandèmia de COVID-19 |
| Houston       | 2019 | Christian Garín                                   | Casper Ruud                                       | 7−6(4), 4−6, 6−3                                  |
| Houston       | 2018 | Steve Johnson (2)                                 | Tennys Sandgren                                   | 7−6(2), 2−6, 6−4                                  |
| Houston       | 2017 | Steve Johnson                                     | Thomaz Bellucci                                   | 6−4, 4−6, 7−6(5)                                  |
| Houston       | 2016 | Juan Mónaco (2)                                   | Jack Sock                                         | 3−6, 6−3, 7−5                                     |
| Houston       | 2015 | Jack Sock                                         | Sam Querrey                                       | 7−6(9), 7−6(2)                                    |
| Houston       | 2014 | Fernando Verdasco                                 | Nicolás Almagro                                   | 6−3, 7−6(4)                                       |
| Houston       | 2013 | John Isner                                        | Nicolás Almagro                                   | 6−3, 7−5                                          |
| Houston       | 2012 | Juan Mónaco                                       | John Isner                                        | 6−2, 3−6, 6−3                                     |
| Houston       | 2011 | Ryan Sweeting                                     | Kei Nishikori                                     | 6−4, 7−6(3)                                       |
| Houston       | 2010 | Juan Ignacio Chela                                | Sam Querrey                                       | 5−7, 6−4, 6−3                                     |
| Houston       | 2009 | Lleyton Hewitt                                    | Wayne Odesnik                                     | 6−2, 7−5                                          |
| Houston       | 2008 | Marcel Granollers                                 | James Blake                                       | 6−4, 1−6, 7−5                                     |
| Houston       | 2007 | Ivo Karlović                                      | Mariano Zabaleta                                  | 6−4, 6−1                                          |
| Houston       | 2006 | Mardy Fish                                        | Jürgen Melzer                                     | 3−6, 6−4, 6−3                                     |
| Houston       | 2005 | Andy Roddick (3)                                  | Sébastien Grosjean                                | 6−2, 6−2                                          |
| Houston       | 2004 | Tommy Haas                                        | Andy Roddick                                      | 6−3, 6−4                                          |
| Houston       | 2003 | Andre Agassi (2)                                  | Andy Roddick                                      | 3−6, 6−3, 6−4                                     |
| Houston       | 2002 | Andy Roddick                                      | Pete Sampras                                      | 7−6(9), 6−3                                       |
| Houston       | 2001 | Andy Roddick                                      | Hyung-Taik Lee                                    | 7−5, 6−3                                          |
| Orlando       | 2000 | Fernando González                                 | Nicolás Massú                                     | 6−2, 6−3                                          |
| Orlando       | 1999 | Magnus Norman                                     | Guillermo Cañas                                   | 6−0, 6−3                                          |
| Orlando       | 1998 | Jim Courier                                       | Michael Chang                                     | 7−5, 3−6, 7−5                                     |
| Orlando       | 1997 | Michael Chang                                     | Grant Stafford                                    | 4−6, 6−2, 6−1                                     |
| Pinehurst     | 1996 | Fernando Meligeni                                 | Mats Wilander                                     | 6−4, 6−2                                          |
| Pinehurst     | 1995 | Thomas Enqvist                                    | Javier Frana                                      | 6−3, 3−6, 6−3                                     |
| Birmingham    | 1994 | Jason Stoltenberg                                 | Gabriel Markus                                    | 6−3, 6−4                                          |
| Charlotte     | 1993 | Horacio de la Peña                                | Jaime Yzaga                                       | 3−6, 6−3, 6−4                                     |
| Charlotte     | 1992 | MaliVai Washington                                | Claudio Mezzadri                                  | 6−3, 6−3                                          |
| Charlotte     | 1991 | Jaime Yzaga                                       | Jimmy Arias                                       | 6−3, 7−5                                          |
| Kiawah Island | 1990 | David Wheaton                                     | Mark Kaplan                                       | 6−4, 6−4                                          |
| Charleston    | 1989 | Jay Berger                                        | Lawson Duncan                                     | 6−4, 6−3                                          |
| Charleston    | 1988 | Andre Agassi                                      | Jimmy Arias                                       | 6−2, 6−2                                          |
| Indianapolis  | 1987 | Mats Wilander                                     | Kent Carlsson                                     | 7−5, 6−3                                          |
| Indianapolis  | 1986 | Andrés Gómez (2)                                  | Thierry Tulasne                                   | 6−4, 7−6                                          |
| Indianapolis  | 1985 | Ivan Lendl                                        | Andrés Gómez                                      | 6−1, 6−3                                          |
| Indianapolis  | 1984 | Andrés Gómez                                      | Balázs Taróczy                                    | 6−0, 7−6                                          |
| Indianapolis  | 1983 | Jimmy Arias                                       | Andrés Gómez                                      | 6−4, 2−6, 6−4                                     |
| Indianapolis  | 1982 | José Higueras                                     | Jimmy Arias                                       | 7−5, 5−7, 6−3                                     |
| Indianapolis  | 1981 | José Luis Clerc (2)                               | Ivan Lendl                                        | 4−6, 6−4, 6−2                                     |
| Indianapolis  | 1980 | José Luis Clerc                                   | Mel Purcell                                       | 7−5, 6−3                                          |
| Indianapolis  | 1979 | Jimmy Connors (4)                                 | Guillermo Vilas                                   | 6−1, 2−6, 6−4                                     |
| Indianapolis  | 1978 | Jimmy Connors                                     | Jose Higueras                                     | 7−5, 6−1                                          |
| Indianapolis  | 1977 | Manuel Orantes (3)                                | Jimmy Connors                                     | 6−1, 6−3                                          |
| Indianapolis  | 1976 | Jimmy Connors                                     | Wojtek Fibak                                      | 6−2, 6−4                                          |
| Indianapolis  | 1975 | Manuel Orantes                                    | Arthur Ashe                                       | 6−2, 6−2                                          |
| Indianapolis  | 1974 | Jimmy Connors                                     | Bjorn Borg                                        | 5−7, 6−3, 6−4                                     |
| Indianapolis  | 1973 | Manuel Orantes                                    | Georges Goven                                     | 6−4, 6−1, 6−4                                     |
| Indianapolis  | 1972 | Bob Hewitt                                        | Jimmy Connors                                     | 7−6, 6−1, 6−2                                     |
| Indianapolis  | 1971 | Željko Franulović (2)                             | Cliff Richey                                      | 6−3, 6−4, 0−6, 6−3                                |
| Indianapolis  | 1970 | Cliff Richey                                      | Stan Smith                                        | 6−2, 10−8, 3−6, 6−1                               |
| Indianapolis  | 1969 | Željko Franulović                                 | Arthur Ashe                                       | 8−6, 6−3, 6−4                                     |

### Dobles masculins
| Localització  | Any  | Campions                                          | Finalistes                                        | Resultat                                          |
| ------------- | ---- | ------------------------------------------------- | ------------------------------------------------- | ------------------------------------------------- |
| Houston       | 2025 | Fernando Romboli John-Patrick Smith               | Federico Agustín Gómez Santiago González          | 6−1, 6−4                                          |
| Houston       | 2024 | Max Purcell Jordan Thompson (2)                   | William Blumberg John Peers                       | 7−5, 6−1                                          |
| Houston       | 2023 | Max Purcell Jordan Thompson                       | Julian Cash Henry Patten                          | 4−6, 6−4, [10−5]                                  |
| Houston       | 2022 | Matthew Ebden Max Purcell                         | Ivan Sabanov Matej Sabanov                        | 6−3, 6−3                                          |
| Houston       | 2021 | Torneig suspès a causa de la pandèmia de COVID-19 | Torneig suspès a causa de la pandèmia de COVID-19 | Torneig suspès a causa de la pandèmia de COVID-19 |
| Houston       | 2020 | Torneig suspès a causa de la pandèmia de COVID-19 | Torneig suspès a causa de la pandèmia de COVID-19 | Torneig suspès a causa de la pandèmia de COVID-19 |
| Houston       | 2019 | Santiago González Aisam-ul-Haq Qureshi            | Ken Skupski Neal Skupski                          | 3−6, 6−4, [10−6]                                  |
| Houston       | 2018 | Max Mirnyi Philipp Oswald                         | Andre Begemann Antonio Šančić                     | 6−7(2), 6−4, [11−9]                               |
| Houston       | 2017 | Julio Peralta Horacio Zeballos                    | Dustin Brown Frances Tiafoe                       | 4−6, 7−5, [10−6]                                  |
| Houston       | 2016 | Bob Bryan Mike Bryan (6)                          | Víctor Estrella Burgos Santiago González          | 4−6, 6−3, [10−8]                                  |
| Houston       | 2015 | Ričardas Berankis Teimuraz Gabaixvili             | Treat Conrad Huey Scott Lipsky                    | 6−4, 6−4                                          |
| Houston       | 2014 | Bob Bryan Mike Bryan                              | David Marrero Fernando Verdasco                   | 4−6, 6−4, [11−9]                                  |
| Houston       | 2013 | Jamie Murray John Peers                           | Bob Bryan Mike Bryan                              | 1−6, 7−6(3), [12−10]                              |
| Houston       | 2012 | James Blake Sam Querrey                           | Treat Conrad Huey Dominic Inglot                  | 7−6(14), 6−4                                      |
| Houston       | 2011 | Bob Bryan Mike Bryan                              | John Isner Sam Querrey                            | 6−7(4), 6−2, [10−5]                               |
| Houston       | 2010 | Bob Bryan Mike Bryan                              | Stephen Huss Wesley Moodie                        | 6−3, 7−5                                          |
| Houston       | 2009 | Bob Bryan Mike Bryan                              | Jesse Levine Ryan Sweeting                        | 6–1, 6–2                                          |
| Houston       | 2008 | Ernests Gulbis Rainer Schüttler                   | Pablo Cuevas Marcel Granollers                    | 7–5, 7–6(3)                                       |
| Houston       | 2007 | Bob Bryan Mike Bryan                              | Mark Knowles Daniel Nestor                        | 7−6(3), 6−4                                       |
| Houston       | 2006 | Michael Kohlmann Alexander Waske                  | Julian Knowle Jurgen Melzer                       | 5−7, 6−4, [10−5]                                  |
| Houston       | 2005 | Mark Knowles Daniel Nestor (2)                    | Martín Alberto García Luis Horna                  | 6−3, 6−4                                          |
| Houston       | 2004 | James Blake Mardy Fish                            | Rick Leach Brian MacPhie                          | 6−3, 6−4                                          |
| Houston       | 2003 | Mark Knowles Daniel Nestor                        | Jan-Michael Gambill Graydon Oliver                | 6−4, 6−3                                          |
| Houston       | 2002 | Mardy Fish Andy Roddick                           | Jan-Michael Gambill Graydon Oliver                | 6−4, 6−4                                          |
| Houston       | 2001 | Mahesh Bhupathi Leander Paes                      | Kevin Kim Jim Thomas                              | 7−6 (7−4), 6−2                                    |
| Orlando       | 2000 | Leander Paes Jan Siemerink                        | Justin Gimelstob Sebastien Lareau                 | 6−3, 6−4                                          |
| Orlando       | 1999 | Jim Courier Todd Woodbridge                       | Bob Bryan Mike Bryan                              | 7−6 (7−4), 6−4                                    |
| Orlando       | 1998 | Grant Stafford Kevin Ullyett                      | Michael Tebbutt Mikael Tillström                  | 4−6, 6−4, 7−5                                     |
| Orlando       | 1997 | Mark Merklein Vincent Spadea                      | Alex O'Brien Jeff Salzenstein                     | 6−4, 4−6, 6−4                                     |
| Pinehurst     | 1996 | Pat Cash Patrick Rafter                           | Ken Flach David Wheaton                           | 6−2, 6−3                                          |
| Pinehurst     | 1995 | Todd Woodbridge Mark Woodforde                    | Alex O'Brien Sandon Stolle                        | 6−2, 6−4                                          |
| Birmingham    | 1994 | Richey Reneberg Christo van Rensburg              | Brian MacPhie David Witt                          | 2−6, 6−3, 6−2                                     |
| Charlotte     | 1993 | Rikard Bergh Trevor Kronemann                     | Javier Frana Leonardo Lavalle                     | 6−1, 6−2                                          |
| Charlotte     | 1992 | Steve DeVries David Macpherson                    | Bret Garnett Jared Palmer                         | 6−4, 7−6                                          |
| Charlotte     | 1991 | Rick Leach Jim Pugh                               | Bret Garnett Greg Van Emburgh                     | 6−3, 2−6, 6−3                                     |
| Kiawah Island | 1990 | Scott Davis David Pate                            | Jim Grabb Leonardo Lavalle                        | 6−2, 6−3                                          |
| Charlotte     | 1989 | Mikael Pernfors Tobias Svantesson                 | Agustín Moreno Jaime Yzaga                        | 6−4, 4−6, 7−5                                     |
| Charlotte     | 1988 | Pieter Aldrich Danie Visser                       | Jorge Lozano Todd Witsken                         | 7−6, 6−3                                          |

### Individual masculí pre-Era Open
| Localització   | Any  | Campió                 | Finalista           | Resultat                |
| -------------- | ---- | ---------------------- | ------------------- | ----------------------- |
| Milwaukee      | 1968 | Clark Graebner         | Stan Smith          | 6−3, 7−5, 6−0           |
| Milwaukee      | 1967 | Arthur Ashe            | Marty Riessen       |                         |
| Milwaukee      | 1966 | Cliff Richey           | Frank Froehling     |                         |
| River Forest   | 1965 | Dennis Ralston (2)     | Cliff Richey        |                         |
| River Forest   | 1964 | Dennis Ralston         | Chuck McKinley      |                         |
| River Forest   | 1963 | Chuck McKinley (2)     | Dennis Ralston      |                         |
| Chicago        | 1962 | Chuck McKinley         | Fred Stolle         |                         |
| River Forest   | 1961 | Bernard Bartzen (4)    | Donald Dell         |                         |
| River Forest   | 1960 | Barry MacKay           | Bernard Bartzen     |                         |
| River Forest   | 1959 | Bernard Bartzen        | Whitney Reed        |                         |
| River Forest   | 1958 | Bernard Bartzen        | Sam Giammalva       |                         |
| River Forest   | 1957 | Vic Seixas (2)         | Herbert Flam        |                         |
| River Forest   | 1956 | Herbert Flam (2)       | Edward Moylan       |                         |
| Atlanta        | 1955 | Tony Trabert (2)       | Bernard Bartzen     |                         |
| River Forest   | 1954 | Bernard Bartzen        | Tony Trabert        |                         |
| River Forest   | 1953 | Vic Seixas             | Ham Richardson      |                         |
| River Forest   | 1952 | Art Larsen             | Dick Savitt         |                         |
| River Forest   | 1951 | Tony Trabert           | Art Larsen          |                         |
| River Forest   | 1950 | Herbert Flam           | Ted Schroeder       |                         |
| River Forest   | 1949 | Pancho Gonzalez (2)    | Frank Parker        | 6−1, 3−6, 8−6, 6−3      |
| River Forest   | 1948 | Pancho Gonzalez        | Nick Carter         | 7−5, 6−2, 6−3           |
| Salt Lake City | 1947 | Frank Parker (5)       | Ted Schroeder       |                         |
| River Forest   | 1946 | Frank Parker           | Bill Talbert        |                         |
| Chicago        | 1945 | Bill Talbert           | Pancho Segura       |                         |
| Detroit        | 1944 | Pancho Segura          | Bill Talbert        |                         |
| Detroit        | 1943 | Seymour Greenberg (2)  | Bill Talbert        |                         |
| Saint Louis    | 1942 | Seymour Greenberg      | Harris Everett      |                         |
| River Forest   | 1941 | Frank Parker           | Bobby Riggs         |                         |
| Chicago        | 1940 | Don McNeill            | Bobby Riggs         |                         |
| Chicago        | 1939 | Frank Parker           | Gardnar Mulloy      | 6−3, 6−0, 5−7, 6−1      |
| River Forest   | 1938 | Bobby Riggs (3)        | Gardnar Mulloy      |                         |
| Chicago        | 1937 | Bobby Riggs            | Joe Hunt            |                         |
| River Forest   | 1936 | Bobby Riggs            | Frank Parker        |                         |
| Chicago        | 1935 | Bryan Grant (3)        | Frank Parker        |                         |
| Chicago        | 1934 | Bryan Grant            | Don Budge           |                         |
| Chicago        | 1933 | Frank Parker           | Gene Mako           |                         |
| Memphis        | 1932 | George Lott            | Bryan Grant         |                         |
| St. Louis      | 1931 | Ellsworth Vines        | Keith Gledhill      |                         |
| Kansas City    | 1930 | Bryan Grant            | Wilbur F. Coen, Jr. | 6−2, 6−4, 6−2           |
| Indianapolis   | 1929 | Emmett Pare            | J. Gilbert Hall     |                         |
|                | 1928 | No celebrat            | No celebrat         | No celebrat             |
| Detroit        | 1927 | Bill Tilden (7)        | John F. Hennessey   |                         |
| Detroit        | 1926 | Bill Tilden            | Brian I.C. Norton   | No presentat            |
| St. Louis      | 1925 | Bill Tilden            | George Lott         |                         |
| St. Louis      | 1924 | Bill Tilden            | Harvey Snodgrass    |                         |
| Indianapolis   | 1923 | Bill Tilden            | Manuel Alonso       | 6−2, 6−8, 6−1, 7−5      |
| Indianapolis   | 1922 | Bill Tilden            | Zehzo Shimizu       |                         |
| Chicago        | 1921 | Walter T. Hayes        | Alexander Squair    |                         |
| Chicago        | 1920 | Roland Roberts         | Vincent Richards    | 6−3, 6−1, 6−3           |
| Chicago        | 1919 | Bill Johnston          | Bill Tilden         |                         |
| Chicago        | 1918 | Bill Tilden            | Charles Garland     |                         |
| Cincinnati     | 1917 | Samuel Hardy           | Charles Garland     | 3−6, 6−1, 6−3, 6−3      |
| Cleveland      | 1916 | Willis E. Davis        | C.B. Doyle          | 6−2, 7−5, 6−3           |
| Pittsburgh     | 1915 | R. Norris Williams (2) | Clarence Griffin    | No presentat            |
| Cincinnati     | 1914 | Clarence Griffin       | Elia Fottrell       | 3−6, 6−8, 8−6, 6−0, 6−2 |
| Omaha          | 1913 | John R. Strachan       | Walter Merrill Hall | 6−0, 6−4, 4−6, 6−4      |
| Pittsburgh     | 1912 | R. Norris Williams     | Gus Touchard        | 6−3, 9−7, 6−3           |
| Omaha          | 1911 | Walter T. Hayes        | Percy Siverd        | 7−5, 6−2, 6−1           |
| Omaha          | 1910 | Melville Long          | Walter Merrill Hall | 6−0, 6−1, 6−1           |